# Districtul Lam Sonthi
Lam Sonthi (în thailandeză ลำสนธิ) este un district (Amphoe) din provincia Lopburi, Thailanda, cu o populație de 34.480 de locuitori și o suprafață de 447,0 km².

## Componență
Districtul este subdivizat în 6 subdistricte (tambon), care sunt subdivizate în 49 de sate (muban).
| Nr. | Nume        | În thailandeză | Sate | Locuitori |
| --- | ----------- | -------------- | ---- | --------- |
| 1.  | Lam Sonthi  | ลำสนธิ          | 06   | 3,376     |
| 2.  | Sap Sombun  | ซับสมบูรณ์        | 07   | 3,569     |
| 3.  | Nong Ri     | หนองรี          | 13   | 7,660     |
| 4.  | Kut Ta Phet | กุดตาเพชร       | 12   | 6,296     |
| 5.  | Khao Ruak   | เขารวก         | 06   | 2,476     |
| 6.  | Khao Noi    | เขาน้อย         | 05   | 3,273     |

|| 
|}